# دراسات جينية على الفلبينيين
تم إجراء دراسات وراثية مختلفة على الفلبينيين، لتحليل الوراثة السكانية للمجموعات العرقية المختلفة في الفلبين .
نتائج دراسة الحمض النووي الضخمة التي أجرتها ناشونال جيوغرافيك، بناءً على الاختبارات الجينية لـ 80.000 شخص فلبيني في 2008-2009، وجدت أن متوسط جينات الفلبينيين حوالي 53٪ جنوب شرق آسيا وأوقيانوسيا، 36٪ شرق آسيا، 5٪ جنوب أوروبا ، 3٪ جنوب آسيا و 2٪ أمريكيون أصليون.

## الأصول

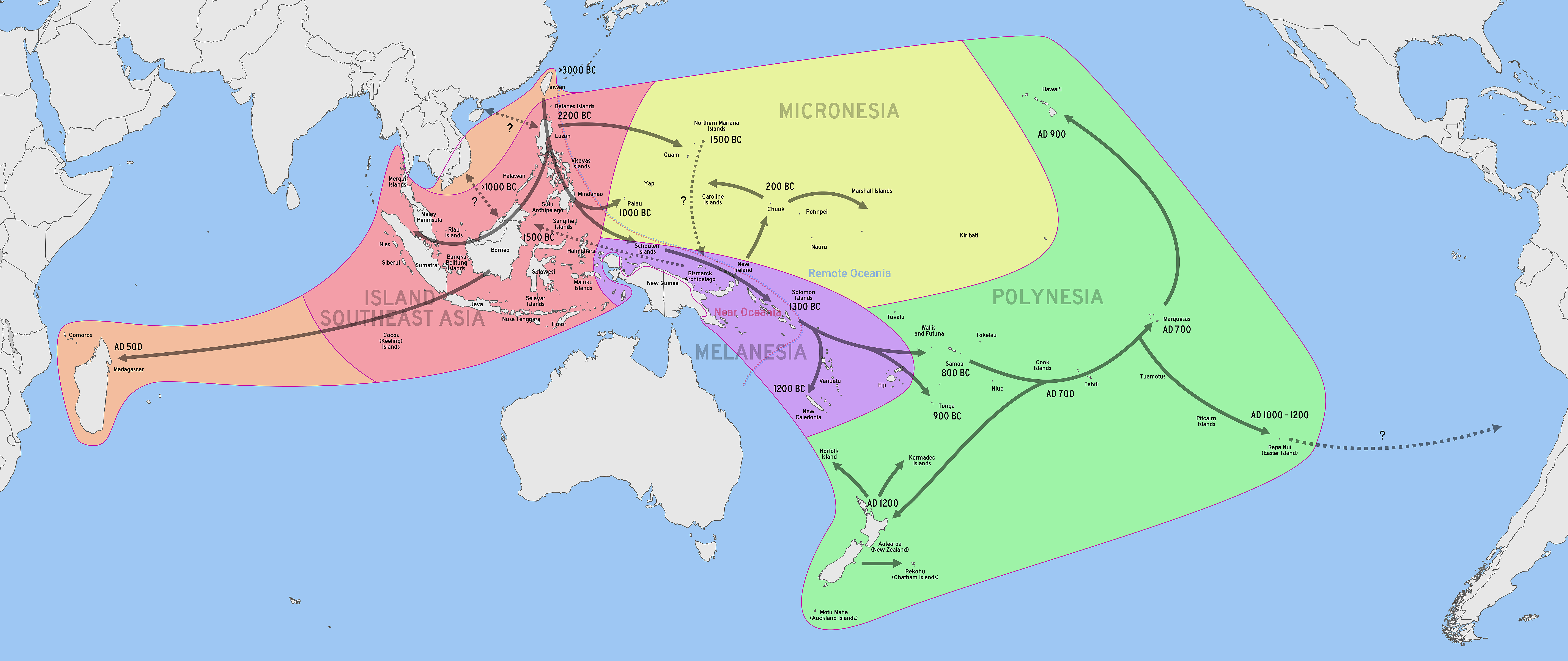
خريطة كرونولوجية للتوسع الأسترونيزي

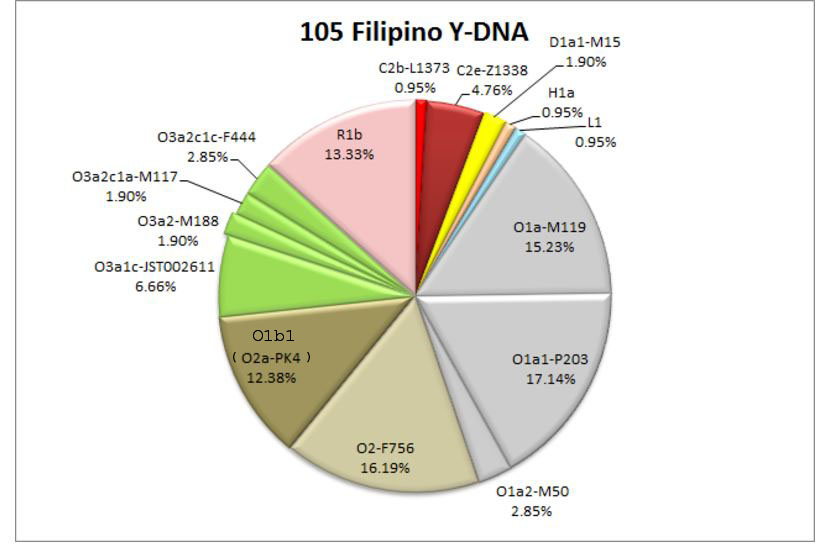

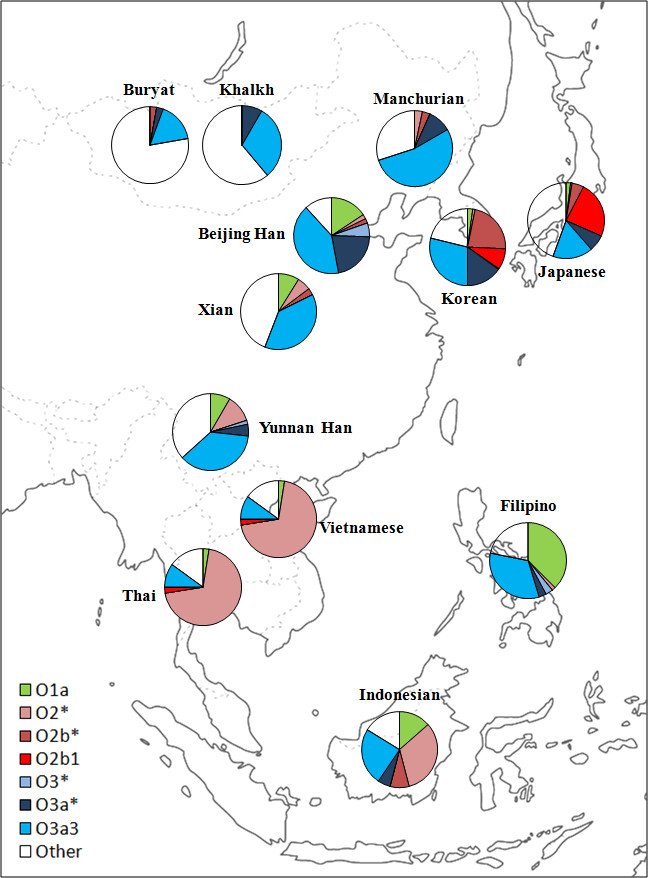
توزيع سلالات Y haplogroup O في شرق آسيا